# Besleria rotundifolia
Besleria rotundifolia är en tvåhjärtbladig växtart som beskrevs av Henry Hurd Rusby. Besleria rotundifolia ingår i släktet Besleria och familjen Gesneriaceae. Inga underarter finns listade i Catalogue of Life.